# Kaylia Nemour
Kaylia Nemour (født 2006) er en fransk-algerisk gymnast.
Hun repræsenterede Algeriet ved sommer-OL 2024 i Paris, hvor hun tog guld i forskudt barre.